# Marcello Stefanini

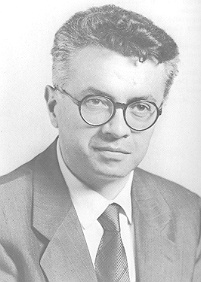
Marcello Stefanini

Marcello Stefanini (11 de janeiro de 1938 - 29 de dezembro de 1994) foi um político italiano que serviu como prefeito de Pesaro (1970–1978), deputado (1987–1992) e senador (1992–1994).